# Linnaeus Rex
Linnaeus Rex är ett symfoniskt musikstycke komponerat av Ola Salo 2006. Verket uppfördes i Växjö konserthus januari 2007 i samband med firandet av Carl von Linnés trehundraårsdag. Titeln är på latin och betyder Kung Linné och är hämtad från Igor Stravinskijs opera Oedipus Rex. Själva verket är ungefär femton minuter långt och innehåller text både på latin och på svenska.